# Trio Alpin
Das Trio Alpin (auch TrioAlpin) ist eine volkstümliche Musikgruppe aus Tirol in Österreich.

## Erfolge (Auszug)
- Goldenes Mikrofon
- 1992 – 2. Platz bei der österreichischen Vorentscheidung beim Grand Prix der Volksmusik 1992
- 1998 – Doppelsieg für den Titel Nie mehr allein in der Volkstümlichen Hitparade des ORF mit Wolfram Pirchner.

## Diskografie (Auszug)
- 1989 – Der Mensch braucht die Musik
- 1992 – A bisserl Gmiatlichkeit
- 1998 – Nie mehr allein
- 1999 – Das Beste vom Trio Alpin
- 2001 – A echte Ziachmusi
- 2001 – Alle Wege führ'n zu Dir
- 2002 – Zwischen Abenteuer und Liebe
- 2003 – Ruf der Heimat
- 2003 – Herzlichst
- 2004 – Jingle Bells im Herzen
- 2006 – A richtig tolle Musi
- 2006 – Liebe Lebt
- 2009 – Komm mit in die Berge
- 2010 – Für unsere Freunde (DVD)
- 2010 – Weihnachten mit dem Trio Alpin (CD und DVD)
- 2011 – 25 Jahre – Danke für die Zeit
- 2012 – Das Beste mit 40 Hits aus 25 Jahren – Musikalische Power aus dem Zillertal (CD + DVD)
- 2014 – Fünf Sterne für Tirol
- 2016 – Ein Leben voll Musik